# 漢字でGO! 集英社マンガ祭
『漢字でGO! 集英社マンガ祭』（かんじでゴー! しゅうえいしゃマンガさい）は、Gotcha Gotcha Gamesから配信されたコンピュータゲームであり、2024年12月16日にパソコン（DLsite） / iOS / Android向けに配信されたのち、2025年1月24日にはSteamでも配信された。
本作は漢字の読み仮名を当てるクイズゲーム『漢字でGO!』のシステムを基にしており、集英社が刊行する複数の雑誌に掲載されている漫画作品のコマから出題される。本作はあらゆる作品から無作為に出題される「メイン」と、特定の作品から出題される「ピックアップ」の2種類のモードが収録されている。
本作は『漢字でGO!』にないシステムもあり、たとえば正答できない場合は結果画面で作品名や登場話が表示される。また、前後の文脈から推測するタイプの問題もある。
『漢字でGO!』の作者であるMicelle監修の元、本作は集英社とGotcha Gotcha Gamesが共同で開発した。
2024年12月16日に配信してまもなく、iOSの無料ゲームランキングにて、『原神』や『ウマ娘 プリティーダービー』などの人気アプリゲームを抑え、『Pokémon Trading Card Game Pocket』に続いて2位に上り詰めるなど、大ヒットを記録している。

## 制作

### 企画
集英社でデジタルコミックの少年マンガ領域やプロモーション等の統括をしている伊藤史峻は、Gotcha Gotcha Games（以下：GGG）代表の成田聖と10年以上の付き合いがあり、ある日合同で企画を立てようという話が持ち上がった。初めての打ち合わせに際し、伊藤は漫画や関連イベントのプロモーションに『RPG Maker』シリーズが使えるかもしれないと成田に相談した。GGGマーケティング部の河原田真広は、成田から伊藤を紹介された際、『RPG Maker』シリーズでたくさんのことができることを示すため、同ソフトの使用例の一覧を提示した。その際、伊藤は実況者の間で評判だった『漢字でGO!』に着目する。
元々伊藤は、漫画における重要な要素の一つである文字を活かして、漫画そのものを攻略本として使えるゲームを作りたいと考えていた。『漢字でGO!』ならそれが実現できると考え、それをもとに漫画の読み仮名を題材としたクイズについてGGGに相談したところ、快諾された。なお、GGGは特定の作品のゲーム化も考えていたが、伊藤の提案を受け、集英社全体の作品を用いることにした。
その後、GGGと『漢字でGO!』の原作者Micelleの間でやり取りが重ねられ、課金要素一切なしの完全無料のオリジナルゲームとして、本作の開発に至り、伊藤がエグゼクティブプロデューサー、河原田がゼネラルプロデューサーに就任した。また、宣伝も兼ねて、使用ツールには『RPG MAKER UNITE』が採用された。

### 問題の選定
本作の開発は少人数で行われており、問題の選定や作成といった漫画周りの業務は集英社が担った。
仕事柄伊藤は多数の漫画に触れてきたことに加え、AI対話型マンガレコメンドサービス『DEAIBOOKS』（2024年4月サービス開始）立ち上げに際して自社のすべての漫画を読み返していたため、どの漫画が出題しやすいのか目星をつけていた。そのデータに加え、「その漫画を読んでみたくなるコマ」という基準をもとに、あらためて作品を選定した。
少年漫画以外のジャンルでは、すべてのコマに読み仮名が振られている漫画は少ないうえ、読み仮名がついたセリフがあってもコマが小さすぎるといった問題もあり、出題できる場面は限られていた。そのような制約の中から、伊藤は「前後のコマのセリフからルビを推測できる問題」をなるべく増やそうと考えていた。また、結果画面でコマの出どころを示す機能も伊藤の提案であり、作品を読んだことのあるプレイヤーならば読み返したくなるだろうし、そうでない者にも興味を持ってもらえるという考えがあった。

## 広報・リリース
本作は2024年9月25日に制作決定のアナウンスがなされ、その翌日に開かれた東京ゲームショウ2024ではデモ版が公開された。

### 註釈
1. ↑  例：「強制的に成長したんだ………！！ボクを倒せる年齢（レベル）まで！！」（『HUNTER×HUNTER』）では、「年齢」の部分が問題として出題される[3]。